# KBP Instrument Design Bureau
La empresa Oficina de Diseño de Instrumentos KBP (en ruso: Констру́кторское бюро́ приборострое́ния КБП) es un fabricante de armas soviético, hoy día ruso; de equipamiento militar y de maquinaria para su construcción, que además produce equipo de alta precisión, equipamiento láser para la medicina y armas basadas en él, aparte de diseñar prototipos de armas de asalto, granadas y lanzagranadas; así como otra clase de armas menores.
Su fundación se dio el 13 de octubre de 1927 en la ciudad de Tula, en la antigua Unión Soviética. Arkady Shipunov fue su Diseñador General desde 1962 hasta 2006. El cambio dado en la presidencia y gerencia de KBP, "Basados en los resultados de la competición llevada a cabo por la Agencia Federal de la Industria de Rusia, el señor Alexandr Leonidovich Rybas fue designado como el Diseñador y Gerente General de la Oficina de Diseño de Instrumental KBP". Las razones para dicho cambio en vez del señor Shipunov aún son desconocidas.

## Catálogo de productos
Los siguientes sistemar, armas y municiones listados han sido desarrollados y/o diseñados por la Oficina de Diseño de Instrumental KBP:
- Cañón rotativo de defensa antiaérea AK-630
- Carabina 9A-91
- Sistema Autoguiado de Armas Hermes
- Misil antitanque 9K115-2 Metis-M (AT-13 "Saxhorn-2").
- Misil antitanque 9K121 Vikhr (AT-16 "Scallion").
- Misil antitanque 9M113 Konkurs (AT-5 "Spandrel").
- Misil antitanque 9M133 Kornet (AT-14 "Spriggan").
- Sistema de defensa antiaéreo Tunguska-M1 (SA-19 "Grison").
- Sistema de defensa antiaéreo Pantsir-S1 (SA-22 "Greyhound").
- VSSK Vykhlop
- VSK-94
- SA-19 Grisom
- Sistema de Detección de Amenazas y Contramedidas Kashtan
- Obuses guiados por láser 30F39 Krasnopol  (de calibre 152 mm y 155 mm).
- Ametralladora rotativa GShG-7,62
- Ametralladora rotativa Yak-B 12,7 mm
- Cañón automático GSh-30-1
- Cañón automático GSh-30-2
- Cañón automático GSh-23
- Cañón rotativo GSh-6-23
- Cañón rotativo GSh-6-30
- Subfusil PP-90
- Subfusil PP-90M1
- Subfusil PP-93
- Subfusil PDW PP-2000
- Escopetas Rys
- Pistola GSh-18
- Lanzagranadas 6G-30
- Lanzagranadas GM-94
- Lanzagranadas acoplado GP-25 , Lanzagranadas acoplado GP-30
- Lanzagranadas automático AGS-17 , Lanzagranadas automático AGS-30
- Sistema de protección activa Drozd
- Fusil de cacería Berkut.